# Asplenium flexuosum
Asplenium flexuosum är en svartbräkenväxtart som beskrevs av Heinrich Adolph Schrader. Asplenium flexuosum ingår i släktet Asplenium och familjen Aspleniaceae. Inga underarter finns listade.